# New Hampton (New York)
Pour les articles homonymes, voir New Hampton.
New Hampton est un hameau dans la ville de Wawayanda situé dans l'État de New York (Comté d'Orange), aux États-Unis. 